# Fotometria (astronomia)

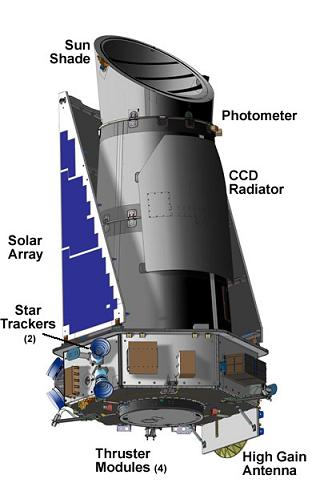
Fotômetro espacial da Missão Kepler.

Fotometria é uma técnica da astronomia relacionada à medição do fluxo ou intensidade da radiação eletromagnética de um objeto astronômico. Quando a fotometria é realizada sobre largas faixas de comprimento de onda da radiação, em que é medida não apenas a quantidade de radiação, mas também a distribuição espectral, o termo usado é espectrofotometria.
A palavra é composta dos afixos gregos foto- (“luz”) e –metria (“medida”).

## Métodos
Os métodos usados para realizar a fotometria dependem do regime de comprimento de onda em estudo. No caso mais básico, a fotometria é realizada recolhendo luz em um telescópio, às vezes passando-a por filtros passa-faixa fotométricos especializados, e depois capturando e gravando a energia da luz com um instrumento fotossensível. Conjuntos padronizados de bandas passantes (chamados sistemas fotométricos) são definidos para permitir a comparação precisa das observações.
Historicamente, a fotometria nos comprimentos de onda desde as proximidades do infravermelho até o ultravioleta foi feita com fotômetro fotoelétrico, um instrumento que mede a intensidade da luz de um único objeto dirigindo a sua luz para uma célula fotossensível. Eles foram em sua maioria substituídos por câmeras CCD), que podem reter simultaneamente imagens de múltiplos objetos, embora os fotômetros fotoelétricos ainda sejam usados em situações especiais, como quando é requerida uma resolução fina do tempo.

## Fotometria CCD
Uma câmera CCD é essencialmente uma grade de fotômetros, medindo e gravando simultaneamente os fótons que chegam de todas as fontes no campo de visão. Como cada imagem do CCD grava a fotometria de múltiplos objetos imediatamente, várias formas de extração fotométrica podem ser realizadas nos dados gravados; tipicamente, relativos, absolutos e diferenciais. Os três requerem a extração da magnitude da imagem crua do objeto alvo e de um objeto de comparação conhecido.
O sinal observado de um objeto vai tipicamente cobrir muitos pixels, de acordo com a função de dispersão de ponto (point spread function – PSF) do sistema. Este alargamento se deve tanto à óptica do telescópio quanto ao “seeing” astronômico. Quando se obtém a fotometria de uma fonte pontual, o fluxo é medido somando-se toda a luz gravada do objeto e subtraindo-se a luz devida ao céu. A técnica mais simples, conhecida como fotometria de abertura, consiste em somar a contagem de pixels dentro de uma abertura centrada no objeto e subtrair o produto da contagem média do céu próximo por pixel pelo número de pixels dentro da abertura. Isto resulta no valor cru do fluxo do objeto alvo. Quando se faz a fotometria de um campo de céu muito populoso, como um aglomerado globular, em que os perfis das estrelas se superpõem significativamente, devem ser usadas técnicas de separação, como a adequação PSF, para determinar os valores de fluxo individuais das fontes superpostas.

### Calibrações
Depois de se determinar o fluxo de um objeto em contagens, o fluxo é normalmente convertido em magnitude instrumental. Então, a medida é calibrada de alguma maneira. Que calibrações usar depende em parte do tipo de fotometria que se está fazendo. Tipicamente, as observações são processadas para fotometria relativa ou diferencial. A fotometria relativa é a medida do brilho aparente de objetos múltiplos, uns relativamente aos outros. A fotometria absoluta é a medida do brilho aparente de um objeto em um sistema fotométrico padrão; essas medidas podem ser comparadas com outras medidas fotométricas absolutas obtidas com telescópios ou instrumentos diferentes. A fotometria diferencial é a medida da diferença no brilho de dois objetos. Na maior parte dos casos, a fotometria diferencial pode ser feita com a precisão mais alta, enquanto a fotometria absoluta é a mais difícil de ser feita com alta precisão. Além disso, a fotometria acurada é normalmente mais difícil quando o brilho aparente do objeto é mais tênue.

### Fotometria absoluta
Para realizar a fotometria absoluta, devem-se corrigir diferenças entre a banda passante efetiva através da qual um objeto é observado e a que é usada para definir o sistema fotométrico padrão. Isto, frequentemente, em adição a todas as outras correções discutidas acima. Tipicamente, esta correção é feita observando-se o objeto de interesse através de múltiplos filtros e, também, observando-se um número de estrelas padrão. Se as estrelas padrão não puderem ser observadas simultaneamente com o alvo, esta correção deve ser feita sob condições fotométricas quando o céu está sem nuvens e a extinção é uma simples função da massa de ar (o comprimento do caminho percorrido pela luz através da atmosfera).

### Fotometria relativa
Para realizar a fotometria relativa, compara-se a magnitude instrumental do objeto com um objeto conhecido, e depois se corrigem as medições devido a variações espaciais na sensibilidade do instrumento e à extinção atmosférica. Isto se faz frequentemente em adição à correção por variações temporais, particularmente quando os objetos sendo comparados estão muito distantes no céu para serem observados simultaneamente. Quando se faz a calibração por uma imagem em que o alvo e o objeto de comparação estão próximos, e se usa um filtro fotométrico que se equipara à magnitude catalogada do objeto de comparação, a maior parte das variações da medição decresce até se anular.

### Fotometria diferencial
A fotometria diferencial é a mais simples das calibrações e a mais útil para séries de observações no tempo. Quando se usa a fotometria CCD, o alvo e os objetos de comparação são observados ao mesmo tempo, com os mesmos filtros, o mesmo instrumento e através do mesmo caminho óptico. A maior parte das variáveis observacionais desaparece e a magnitude diferencial é simplesmente a diferença entre a magnitude instrumental do objeto alvo e a do objeto de comparação (∆Mag = C Mag – T Mag). Isto é muito útil quando se representa graficamente a mudança na magnitude ao longo do tempo de um objeto, e é geralmente compilado em uma curva de luz.

### Fotometria superficial
Para objetos espacialmente extensos como galáxias, é frequentemente interessante medir a distribuição espacial do brilho dentro da galáxia, em lugar de simplesmente medir o brilho total da galáxia. O brilho superficial de um objeto é o seu brilho por unidade de ângulo sólido como visto em projeção no céu, e a medição do brilho superficial é conhecida como fotometria superficial. Uma aplicação comum é a medição do perfil de brilho superficial de uma galáxia, significando o seu brilho superficial como uma função da distância para o centro da galáxia. Para ângulos sólidos pequenos, uma unidade útil para o ângulo sólido é o segundo de arco quadrado, e o brilho superficial é frequentemente expresso em magnitudes por segundo de arco quadrado.

## Aplicações
Medições fotométricas podem ser combinadas com a lei do quadrado do inverso para determinar a luminosidade de um objeto se a sua distância pode ser determinada, ou sua distância se a luminosidade é conhecida. Outras propriedades físicas de um objeto, como a temperatura ou composição química, podem ser determinadas através de espectrofotometria de banda larga ou estreita. Tipicamente, medições fotométricas de objetos múltiplos, obtidas através de dois filtros, são plotadas em um diagrama cor-magnitude, que para estrelas é a versão observada do diagrama de Hertzsprung-Russell. A fotometria também é usada para estudar as variações de luz de objetos como estrelas variáveis, planetas menores, núcleos galácticos ativos e supernovas, ou para detectar planetas extrassolares em trânsito. Medições dessas variações podem ser usadas, por exemplo, para determinar o período orbital e os raios dos membros de um sistema binário eclipsante, o período de rotação de um planeta menor ou de uma estrela, ou a emissão total de energia de uma supernova.

## Software
Alguns programas de computador gratuitos estão disponíveis para fotometria de abertura sintética e fotometria de adequação PSF.
SExtractor e Aperture Photometry Tool são exemplos populares para fotometria de abertura. O primeiro é voltado para a redução de dados de pesquisa galáctica de larga escala, e o segundo possui uma interface gráfica para o usuário (GUI) adequada para o estudo de imagens individuais. DAOPHOT é reconhecido como o melhor software para fotometria de adequação PSF.

## Organizações
Há algumas organizações, profissionais e amadoras, que reúnem e disponibilizam on-line dados fotométricos. Alguns sítios reúnem os dados primariamente como um recurso para outros pesquisadores (ex. AAVSO) e algumas solicitam contribuições de dados para suas próprias pesquisas (ex. CBA):
- American Association of Variable Star Observers[10]
- Astronomyonlin.org[11]
- Center for Backyard Astrophysics (CBA)[12]
- Digital-SF Cataclysmic Variable Database (DSF-Wiki)[13]